# Ordinariato para los fieles de rito oriental en Brasil
El ordinariato para los fieles de rito oriental en Brasil (en latín: Ordinariatus pro fidelibus rituum orientalium in Brasilia y en portugués: Ordinariato para os Fieis de Ritos Orientais no Brasil) es una circunscripción eclesiástica de la Iglesia católica en Brasil. Se trata de un ordinariato oriental, inmediatamente sujeto a la Santa Sede. Desde el 28 de julio de 2010 su ordinario es el arzobispo Walmor Oliveira de Azevedo.

## Territorio y organización
El ordinariato tiene 8 515 770 km² y extiende su jurisdicción sobre los fieles católicos de rito oriental desprovistos de un ordinario propio residentes en todo el territorio de Brasil. Actualmente asiste casi solo a fieles de la Iglesia católica siria, pues las pequeñas comunidades de fieles ítalo-albaneses y rusos se dispersaron y los fieles de otros ritos son insignificantes en número y están muy dispersos.
La sede del ordinariato se encuentra en la ciudad de Río de Janeiro.
En 2019, de acuerdo al Anuario Pontificio, en el ordinariato existían 4 parroquias, sin embargo, solo existe la parroquia católica-siríaca de Belo Horizonte (Igreja do Sagrado Coração de Jesus dos Siríacos Católicos), cuyo párroco, George Rateb Massis, es el vicario siríaco-católico del ordinariato. La Capela Nossa Senhora da Anunciação de Ipiranga en São Paulo perteneció desde 1954 al ordinariato como misión católica bizantina rusa, pero tras el fallecimiento en 2005 de su párroco, João Stoisser, sus pocos fieles remanentes pasaron en 2013 a ser parte de la Iglesia ortodoxa rusa junto con la capilla. Una pequeña comunidad de rito bizantino ítalo-albanés utilizó la Igreja de Nossa Senhora Aparecida de Campo Grande en Río de Janeiro hasta la muerte en 2002 del párroco Atanasio Accursi, desde entonces la misión se ha dispersado.

## Historia
El ordinariato fue erigido el 14 de noviembre de 1951 mediante el decreto Cum fidelium de la Congregación para las Iglesias Orientales, que ejecutó una decisión ex audientia del papa Pío XII del 26 de octubre de 1951.

Qua de causa, in Audientia diei 26 m. Octobris anni volventis, referente infrascripto Sacrae huius Congregationis Cardinali a Secretis, Sanctissimus Dominus Noster Pius, divina Providentia, Papa XII, pro omnibus fidelibus rituum orientalium in Brasilia degentibus, unicum Ordinariatum benigne erigere atque constituere dignatus est, unico Ordinario moderandum.
Cum fidelium

El mismo decreto designó al arzobispo de Río de Janeiro, Jaime de Barros Câmara, como su primer ordinario, quien el 13 de abril de 1952 inauguró el ordinariato. Designó a Francisco Nogueira Bessa como secretario general del mismo y creó un sistema de vicariatos generales para las 3 comunidades mayores, cada una con su vigario geral: Elias Ghorayeb para los maronitas, archimandrita Elias Couélter para los greco-melquitas y Clemente Preima para los greco-católicos ucranianos.
El ordinariato perdió jurisdicción sobre la mayor parte de sus fieles al erigirse sucesivamente circunscripciones de 4 Iglesias orientales católicas en Brasil:
- El 30 de mayo de 1962 para los fieles de la Iglesia greco-católica ucraniana fue erigido el exarcado apostólico greco-católico ucraniano de Brasil (hoy archieparquía de San Juan Bautista en Curitiba) mediante la bula Qui divino consilio del papa Juan XXIII;[6]
- el 29 de noviembre de 1971 para los fieles de la Iglesia maronita y de la Iglesia greco-católica melquita fueron creadas respectivamente por el papa Pablo VI la eparquía de Nuestra Señora del Líbano en São Paulo (mediante la bula Quod providente)[7] y la eparquía de Nuestra Señora del Paraíso en São Paulo (mediante la bula Haec romana);[8]
- el 3 de julio de 1981 para los fieles de la Iglesia católica armenia fue creado el exarcado apostólico de América Latina y México mediante la bula Armeniorum fidelium del papa Juan Pablo II.[9]

## Estadísticas
De acuerdo al Anuario Pontificio 2020 el ordinariato tenía a fines de 2019 un total de 10 320 fieles bautizados.
| Año                                                                             | Población            | Población | Población      | Sacerdotes | Sacerdotes    | Sacerdotes    | Bautizados por sacerdote | Diáconos permanentes | Religiosos | Religiosos | Parroquias |
| Año                                                                             | Bautizados católicos | Total     | % de católicos | Total      | Clero secular | Clero regular | Bautizados por sacerdote | Diáconos permanentes | Varones    | Mujeres    | Parroquias |
| ------------------------------------------------------------------------------- | -------------------- | --------- | -------------- | ---------- | ------------- | ------------- | ------------------------ | -------------------- | ---------- | ---------- | ---------- |
| 1961                                                                            | 171 221              | ?         | ?              | 22         | 9             | 13            | 7782                     |                      |            |            | 18         |
| 1968                                                                            | ?                    | ?         | ?              | 17         | 7             | 10            | 0                        |                      | 10         |            | 8          |
| 1976                                                                            | 3670                 | ?         | ?              | 10         | 3             | 7             | 367                      |                      | 7          |            |            |
| 1980                                                                            | 8600                 | ?         | ?              | 7          | 4             | 3             | 1228                     |                      | 3          | 6          | 1          |
| 1990                                                                            | 9000                 | ?         | ?              | 4          | 2             | 2             | 2250                     |                      | 2          | 3          | 3          |
| 1997                                                                            | 10 000               | ?         | ?              | 5          | 2             | 3             | 2000                     |                      | 3          |            | 4          |
| 1998                                                                            | 10 000               | ?         | ?              | 5          | 2             | 3             | 2000                     |                      | 3          |            | 4          |
| 2016                                                                            | 10 000               | ?         | ?              | 5          | 2             | 3             | 2000                     | 0                    | 3          | 0          | 4          |
| 2019                                                                            | 10 320               | ?         | ?              | 5          | 2             | 3             | 2064                     | 0                    | 3          | 0          | 4          |
| Fuente: Catholic-Hierarchy, que a su vez toma los datos del Anuario Pontificio. |                      |           |                |            |               |               |                          |                      |            |            |            |

## Episcopologio

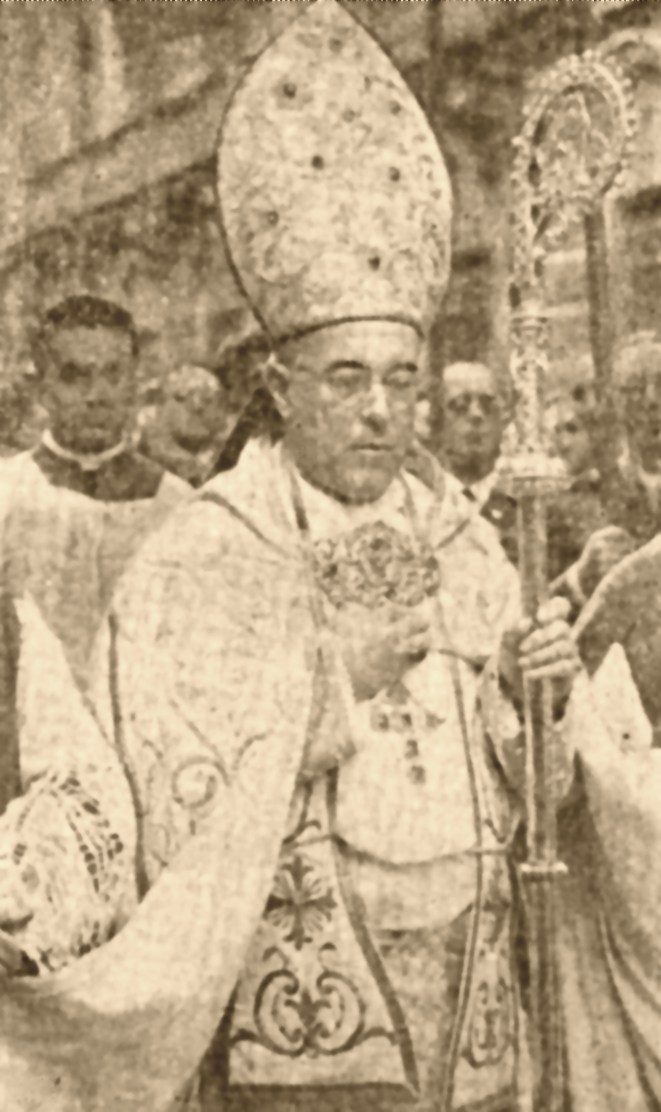
Cardenal Jaime de Barros Câmara, primer ordinario oriental del Brasil

- Jaime de Barros Câmara, † (14 de noviembre de 1951-18 de febrero de 1971 falleció) (arzobispo de San Sebastián de Río de Janeiro)
- Eugênio de Araújo Sales, † (22 de julio de 1972-3 de octubre de 2001 retirado) (arzobispo de San Sebastián de Río de Janeiro)
- Eusébio Oscar Scheid, S.C.I. † (3 de octubre de 2001-28 de julio de 2010 retirado) (arzobispo de San Sebastián de Río de Janeiro)
- Walmor Oliveira de Azevedo, desde el 28 de julio de 2010 (arzobispo de Belo Horizonte)